# Pablo Santos
Pablo Dantas de Moura Santos, mais conhecido como Pablo Santos, (Picos, 2 de outubro de 1979) é um médico e político brasileiro. Atualmente é prefeito do município de Picos, no Piauí.

## Dados biográficos
Filho de Warton Francisco Neiva de Moura Santos e Lea Dantas de Moura Santos. Médico formado pela Universidade Iguaçu em 2004 com especialização em Dermatologia pelo Instituto Superior de Medicina (ISMD) em Belo Horizonte e pós-graduado em Medicina Estética pela Associação Internacional de Medicina Estética (ASIME) em Brasília. Eleito deputado estadual via PMDB em 2014 sendo reeleito pelo MDB em 2018, afastou-se do mandato parlamentar a fim de presidir a Fundação Estatal Piauiense de Serviços Hospitalares (FEPISERH) durante o terceiro e o quarto mandato do governador Wellington Dias.
Secretário de Turismo no governo Rafael Fonteles, deixou o cargo em 2024, ano em que foi eleito prefeito de Picos.
Seu pai foi eleito deputado estadual pelo Piauí por sete mandatos e seu avô, Waldemar Santos, foi senador pelo referido estado.